# Đuro Ostojić
Đuro Ostojić (in montenegrino Đуро Остоjић; Bijelo Polje, 17 febbraio 1976) è un ex cestista montenegrino.

## Carriera
Con la Serbia e Montenegro ha disputato i Campionati europei del 2003 e i Giochi olimpici di Atene 2004.

## Palmarès
- YUBA liga: 4

Budućnost: 1998-99
Partizan Belgrado: 2001-02, 2002-03, 2003-04
- Coppa di Jugoslavia: 2

Budućnost: 1998
Partizan Belgrado: 2002